# Список воевод России в 1607 году
Царствование: 1606—1610 — Василий IV Иванович Шуйский
| Года      | Город             | Ф,И,О воеводы                 | Примечания |
| --------- | ----------------- | ----------------------------- | ---------- |
| 1606-1608 | Берёзов           | Черкасский Пётр Ахамашукович  |            |
| 1607      | Белоозеро         | Редриков Казарин              |            |
| 1606-1614 | Верхотурье        | Годунов Степан Степанович     |            |
| 1607      | Вологда           | Извольский Поспел Елисеевич   |            |
| 1607-1608 | Кольский острог   | Секирин Лев                   |            |
| 1607      | Мангазея          | Жеребцов Давыд Васильевич     |            |
| 1606-1607 | Пермь Великая     | Вяземский Семён Юрьевич       |            |
| 1606-1607 | Рославль          | Мосальский Дмитрий Васильевич |            |
| 1605-1607 | Сольвычегодск     | Якушкин Шарап Семёнович       |            |
| 1606-1607 | Тобольский острог | Троекуров Роман Фёдорович     |            |
| 1602-1614 | Томск             | Волынский Василий Васильевич  |            |
| 1606-1609 | Туринский острог  | Годунов Иван Никитич          |            |
| 1603-1614 | Тюмень            | Замыцкий Андрей Васильевич    |            |
| 1606-1610 | Устюг Великий     | Стрешнев Иван Филиппович      |            |

| Наименование полка | Ф,И,О воеводы | Примечания |
| ------------------ | ------------- | ---------- |
| Государев полк     |               |            |
| Большой полк       |               |            |
| Передовой полк     |               |            |
| Сторожевой полк    |               |            |
| Полк правой руки   |               |            |
| Полк левой руки    |               |            |

## См.также
- Воевода
- Воеводы русские
- Список глав государств в 1607 году